# Référendum vénézuélien de 2023
Le référendum vénézuélien de 2023 a lieu le 3 décembre 2023 au Venezuela afin de proposer à la population de se prononcer sur cinq questions liées à la revendication du pays sur la région du Guayana Esequiba, internationalement reconnue comme faisant partie du Guyana voisin.
La revendication de ce territoire fait l'objet d'un litige de longue date qui fait consensus au Venezuela. Sans surprise, les cinq questions soumises au vote sont par conséquent approuvées à de très larges majorités.

## Contexte

### Litige frontalier existant

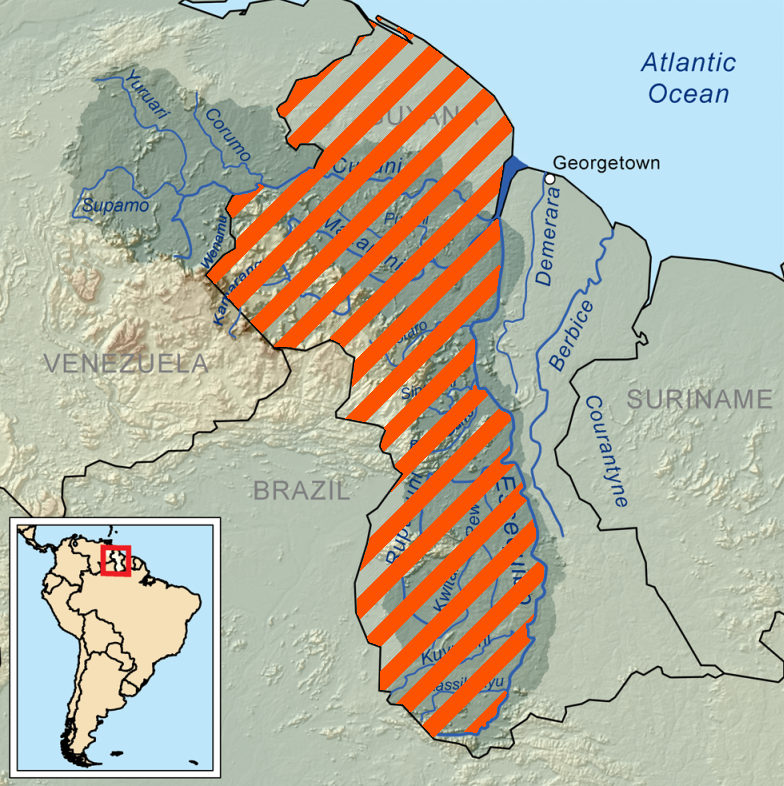
Zone concernée par le référendum.

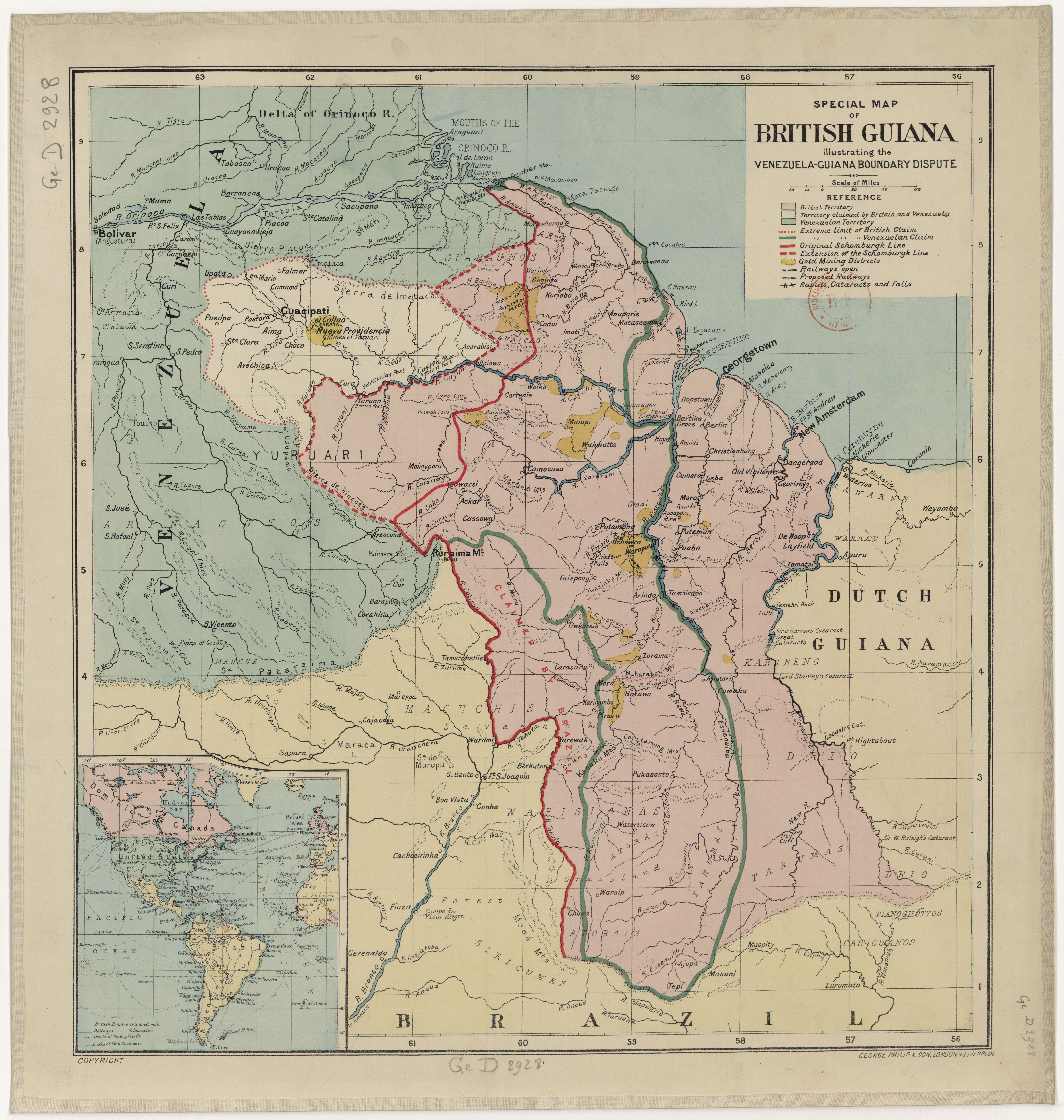
Revendications vénézuélienne (en vert) et britannique (en rouge) avant la délimitation de la cour en 1899.

La frontière entre le Guyana et le Venezuela fait l'objet d'un litige depuis plus de deux siècles. Le Venezuela réclame la souveraineté sur la partie occidentale du Guyana située entre le fleuve Essequibo et la frontière internationalement reconnue entre les deux pays. Ce territoire, d'une superficie de 159 500 km2, représente environ les sept dixièmes du territoire du Guyana et un sixième de la population. Le Venezuela en réclame la souveraineté en se fondant notamment sur l'accord de Genève du 17 février 1966, tandis que le Guyana affirme que la frontière a été fixée en 1899 par une cour d'arbitrage américano-anglo-russe organisée à Paris,.
Inclus dans la capitainerie générale du Venezuela lors de sa création en 1777, l'Essequibo fait partie intégrante du territoire revendiqué par le Venezuela lors de son indépendance en 1811. Les Néerlandais possèdent alors dans la région quatre colonies dont celle voisine de l'Essequibo, avant de les céder en 1814 au Royaume-Uni, qui les fusionne pour former la colonie de la Guyane britannique. Héritant de la revendication néerlandaise sur la région, les Britanniques engagent l'explorateur prussien Robert Hermann Schomburgk, dont les travaux les amènent à délimiter unilatéralement en 1841 une frontière, appelée « ligne Schomburgk ». Cette délimitation est aussitôt dénoncée par le gouvernement du président vénézuélien José Antonio Páez, qui cherche à obtenir le soutien des États-Unis dans le contexte de la mise en place en 1823 de la doctrine Monroe, cette dernière visant à mettre fin à la présence des puissances européennes sur le continent américain,.
Une cour d'arbitrage américano-anglo-russe est par conséquent organisée à Paris en 1899. Cette dernière délimite une nouvelle frontière en attribuant la majeure partie de la zone à la Guyane britannique,. Deux ans plus tard, les Britanniques règlent avec la République brésilienne le litige les opposant quant au tracé de la ligne Schomburgk. Cette « question du Pirara », du nom d'une rivière locale, est soumise à l'arbitrage du roi d'Italie Victor-Emmanuel III qui tranche en divisant la zone contestée en deux.
La décision de la Cour d'arbitrage de 1899 est par la suite rejetée en 1962 par le Venezuela, qui affirme que celle-ci lui a été imposée et renouvelle ses revendications à l’approche de l'indépendance de son voisin. La persistance du litige frontalier aboutit à la signature de l'accord de Genève le 17 février 1966, peu avant l'indépendance du Guyana le 26 mai. Celui-ci prévoit la mise en place d'une commission mixte afin de chercher une solution au différend territorial, sans succès. À l'expiration du délai de quatre ans en 1970, les deux pays s'accordent seulement sur le protocole de Port-d'Espagne, qui gèle les revendications vénézuéliennes pendant une période renouvelable de douze ans. Contrairement à l'accord de Genève, le protocole est signé par le président vénézuélien Rafael Caldera mais n'est pas ratifié par le Congrès, ce qui amène le Venezuela à le considérer comme nul et non avenu. À l'expiration du délai en 1982 faute de renouvellement, le dossier n'est cependant plus évoqué. L'élection en 1999 d'Hugo Chávez voit même ce dernier se rapprocher de Georgetown en faisant abstraction de l'Essequibo au nom de l'intégration latino-américaine. La découverte de pétrole en 2015 au large des côtes de la région ravive cependant le contentieux. Le Venezuela affirme ainsi que la signature de la convention de 1966 équivaut à une reconnaissance par le Guyana de l'existence d'un désaccord sur le tracé de la frontière toujours en cours, tandis que le Guyana maintient que celui ci a été définitivement réglé en sa faveur en 1899, et ouvre en 2018 une procédure auprès de la Cour internationale de Justice (CIJ) afin de le faire reconnaitre,.

### Évènements de 2023

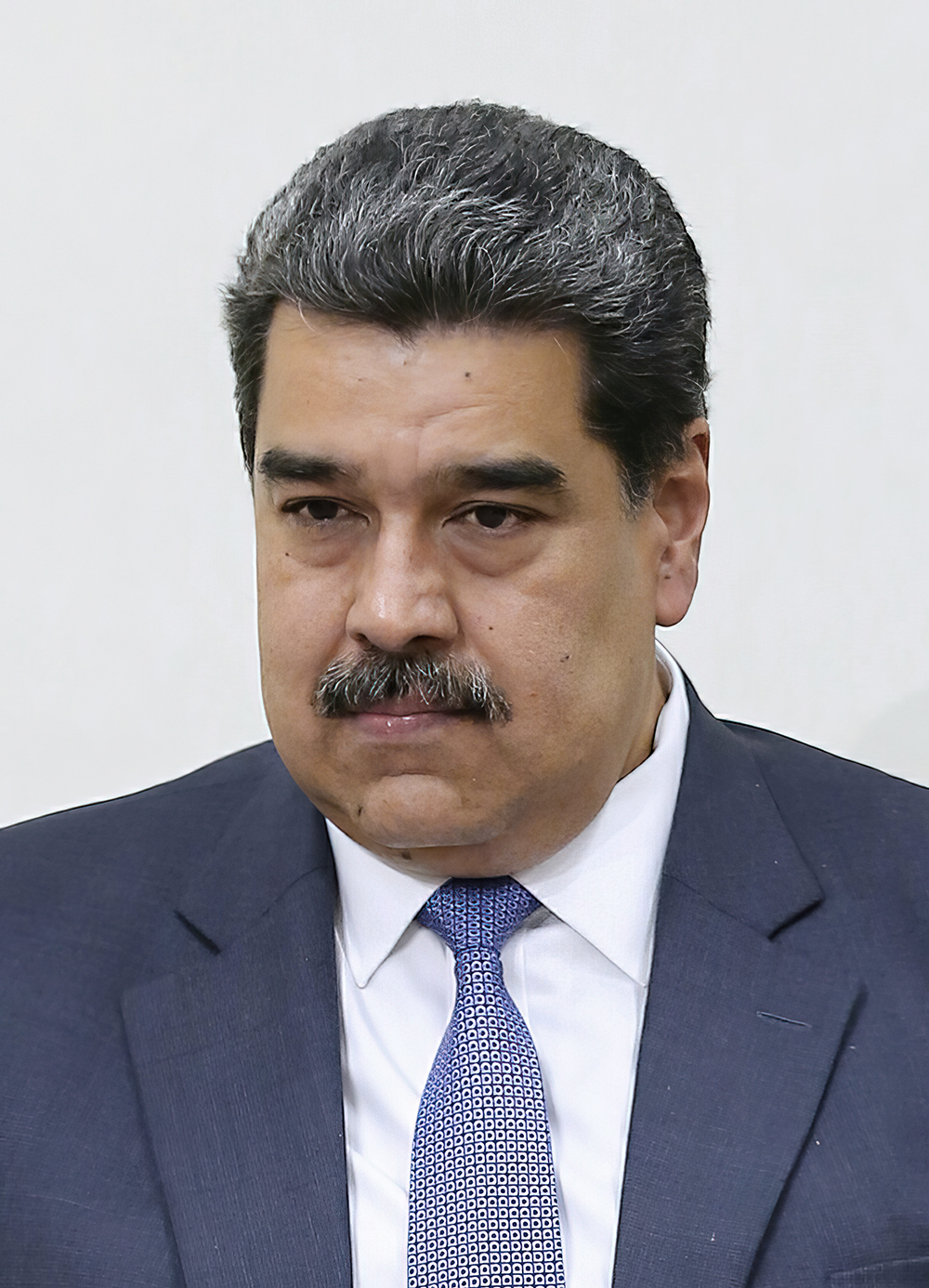
Le président vénézuélien, Nicolás Maduro.

En septembre 2023, le gouvernement du président Nicolás Maduro décide de mettre en œuvre un référendum afin que « le peuple vénézuélien, par un vote direct et secret, prenne une décision et renforce les droits inaliénables du Venezuela et de son peuple sur le territoire d'Esequibo », selon une déclaration du président de l'Assemblée nationale Jorge Rodríguez. La décision intervient deux jours après l'attribution d'appels d'offres par le gouvernement guyanais concernant des concessions pétrolières dans des zones maritimes liées au conflit territorial, ce qui est aussitôt dénoncé par le gouvernement vénézuélien. Les questions soumises au vote sont approuvées et la date fixée le 28 octobre au 3 décembre 2023 par le Conseil national électoral. La Cour suprême en valide la tenue le 1er novembre suivant.
Entretemps, le 30 octobre, le gouvernement guyanais du président Irfaan Ali dépose un recours auprès de la CIJ afin d'obtenir le retrait des questions 1, 3 et 5 ainsi que la reformulation des deux restantes, et demande l'aide de l'Organisation des Nations unies (ONU) et de la Communauté caribéenne (CARICOM) afin d'« arrêter de toute urgence » le référendum qui constitue une « menace existentielle » pour le pays, ainsi que toute action visant à mettre en œuvre son résultat. Le Guyana accuse en effet le Venezuela de procéder à des préparatifs militaires en vue de prendre le contrôle du territoire, et reçoit notamment le soutien de la secrétaire général du Commonwealth, Patricia Scotland ainsi que de la CARICOM, qui appellent au respect des lois internationales interdisant l'annexion de territoires. Les évènements voient le gouvernement et l'opposition faire front commun au Guyana, fait rare dans un pays alors fortement polarisé entre Parti populaire progressiste et Partenariat pour l'unité nationale,. Le 15 novembre cependant, le gouvernement vénézuélien réitère devant la CIJ son intention de mettre en œuvre le référendum. Le 1er décembre, sans se prononcer sur le référendum, cette dernière l'appelle en vain à « s'abstenir d'entreprendre toute action qui modifierait la situation prévalant dans le territoire en litige », tandis que le Venezuela accuse la Cour de s’immiscer dans ses affaires intérieures et maintient le vote,,. En réaction, le Brésil voisin accroît sa présence militaire à sa frontière avec les deux pays,.
Au plus bas dans les sondages, le gouvernement de Nicolas Maduro favorise ainsi une poussée nationaliste qui galvanise ses partisans, moins d'un an avant l'élection présidentielle de 2024, . Bien que la question fasse l'objet d'un consensus au Venezuela, l'opposition se montre divisée face à ce référendum, dont elle soutient l'objet sans pour autant cautionner le pouvoir en place.
Si le résultat positif du scrutin ne fait aucun doute, l'incertitude pèse sur ses conséquences, la possibilité d'un conflit militaire n'étant pas exclue. Allié de la Russie, le Venezuela est soupçonné de vouloir profiter du contexte international chargé — l'invasion de l'Ukraine par la Russie et la guerre entre Israël et le Hamas accaparant alors l'attention et les moyens de la communauté internationale — pour annexer une région très riche en pétrole. Un conflit militaire pourrait par ailleurs permettre au président vénézuélien de déclarer l'état d'urgence et d'annuler l'élection présidentielle à venir. La situation est notamment comparée au déclenchement en 1982 de la guerre des Malouines, qui avait vu la dictature militaire argentine envahir les îles Malouines afin de profiter d'un élan nationaliste pour faire oublier les difficultés économiques du pays,.
La menace d'un conflit est cependant considérée comme un potentiel « coup de bluff » de Nicolas Maduro, dans le but de légitimer la position du Venezuela lors de future négociations ainsi que de profiter d'un « effet drapeau » auprès de l'électorat. L'armée vénézuélienne n'aurait en effet pas la capacité de mettre en œuvre l'annexion du territoire, tandis que le gouvernement perdrait rapidement les avantages du récent accord conclu avec le gouvernement américain. Ce dernier prévoit la levée des sanctions américaines sur ses exportation de pétrole, de gaz et d'or en échange de la libération des prisonniers politiques et d'une tenue de l'élection présidentielle sous la surveillance d'observateurs internationaux,.

## Objet
Le référendum porte sur cinq questions
- Êtes-vous d’accord qu'il faut catégoriquement rejeter la ligne dessinée par la Décision arbitrale de Paris de 1899 qui veut nous priver de notre Guayana Esequiba ?
- Soutenez-vous la validité de l’accord de Genève de 1966, unique instrument juridique valable pour trouver une solution satisfaisante pour résoudre la controverse autour du territoire du Guayana Esequiba ?
- Êtes-vous d'accord avec la position historique du Venezuela à ne pas reconnaître la juridiction de la Cour internationale de justice dans la résolution de la controverse territoriale autour du Guayana Esequiba ?
- Êtes-vous d’accord d’opposer, par toutes les voies juridiques, les revendications du Guyana à disposer unilatéralement, en toute illégalité et en violation de la loi internationale, de la zone maritime encore en arbitrage ?
- Êtes-vous en faveur de la création d'un État de Guayana Esequiba et de l'élaboration d'un plan accéléré pour assurer le bien-être de la population actuelle et future de ce territoire, de lui accorder la citoyenneté et d'émettre des cartes d’identité ? Selon l’accord de Genève et la loi internationale, le Venezuela incorporera cet État sur la carte vénézuélienne.

## Résultats

### Première question
| Choix                     | Votes      | %     |
| ------------------------- | ---------- | ----- |
| Pour                      | 10 315 445 | 98,00 |
| Contre                    | 210 229    | 2,00  |
|                           |            |       |
| Votes valides             | 10 525 814 | 99,72 |
| Votes blancs et invalides | 29 278     | 0,28  |
| Total                     | 10 555 092 | 100   |
| Abstention                | 10 139 032 | 49,00 |
| Inscrits/Participation    | 20 694 124 | 51,00 |

### Deuxième question
| Choix                     | Votes      | %     |
| ------------------------- | ---------- | ----- |
| Pour                      | 10 322 718 | 98,27 |
| Contre                    | 181 725    | 1,73  |
|                           |            |       |
| Votes valides             | 10 504 443 | 99,52 |
| Votes blancs et invalides | 50 649     | 0,48  |
| Total                     | 10 555 092 | 100   |
| Abstention                | 10 139 032 | 48,99 |
| Inscrits/Participation    | 20 694 124 | 51,01 |

### Troisième question
| Choix                     | Votes      | %     |
| ------------------------- | ---------- | ----- |
| Pour                      | 10 132 099 | 95,40 |
| Contre                    | 384 321    | 4,60  |
|                           |            |       |
| Votes valides             | 10 516 420 | 99,63 |
| Votes blancs et invalides | 38 672     | 0,37  |
| Total                     | 10 555 092 | 100   |
| Abstention                | 10 139 032 | 48,99 |
| Inscrits/Participation    | 20 694 124 | 51,01 |

### Quatrième question
| Choix                     | Votes      | %     |
| ------------------------- | ---------- | ----- |
| Pour                      | 10 515 159 | 96,38 |
| Contre                    | 381 770    | 3,63  |
|                           |            |       |
| Votes valides             | 10 515 159 | 99,62 |
| Votes blancs et invalides | 39 133     | 0,38  |
| Total                     | 10 555 092 | 100   |
| Abstention                | 10 139 032 | 48,99 |
| Inscrits/Participation    | 20 694 124 | 51,01 |

### Cinquième question
| Choix                     | Votes      | %     |
| ------------------------- | ---------- | ----- |
| Pour                      | 10 060 255 | 96,27 |
| Contre                    | 379 397    | 3,63  |
|                           |            |       |
| Votes valides             | 10 449 652 | 99,00 |
| Votes blancs et invalides | 105 440    | 1,00  |
| Total                     | 10 555 092 | 100   |
| Abstention                | 10 139 032 | 48,99 |
| Inscrits/Participation    | 20 694 124 | 51,01 |

## Analyse et conséquences
Selon le gouvernement vénézuélien, le « oui » l'emporte à plus de 95 % sur chacune des cinq questions figurant sur le bulletin de vote. Les chiffres officiels indiquent une participation de près de 10,5 millions de votes, pour un total de 20,7 millions de Vénézuéliens inscrits sur les listes électorales, soit environ 50 %. L'opposition dénonce cependant ce chiffre, qu'elle estime bien plus faible. Selon l'opposant Henrique Capriles, candidat malheureux aux élections présidentielles de 2012 et 2013, le gouvernement gonflerait les chiffres en additionnant chacun des cinq votes d'un même électeur, entretenant ainsi la confusion entre le nombre des votes et celui des votants. Selon les estimations de l'opposition, le nombre réel de votants serait d'environ 2,1 millions.
Le 5 décembre, Nicolás Maduro annonce le dépôt d'un projet de loi organique réglementant la création de l'État de Guayana Esequiba afin de mettre en œuvre le résultat du référendum. Le président confirme dans la foulée la création d'une division de corps d'armée couvrant la zone, et ordonne l'octroi « immédiat » de licences d'exploitation des ressources pétrolières, gazières et minières du territoire,.
Deux jours plus tard, le procureur général Tarek William Saab ordonne l'arrestation pour « trahison » et « conspiration contre le référendum » d'une douzaine de membres de l'opposition dont Juan Guaidó et plusieurs membres de l'équipe de campagne de María Corina Machado, candidate à la présidentielle de 2024,.
En réaction aux déclarations vénézuéliennes, les États-Unis annoncent le 7 décembre la tenue d'exercices militaires aériens en coopération avec l'armée guyanienne, aussitôt qualifiés de « provocation » par le gouvernement vénézuélien, pour qui les manœuvres « ne nous feront pas nous détourner de nos actions futures pour la récupération de l'Essequibo ». Les tensions croissantes au sujet du litige territorial sont portées le même jour à l’attention du Conseil de sécurité des Nations unies, tandis que le Brésil voisin appelle le Venezuela à ne pas lancer d'attaque,,.